# Картавенко, Валентин Леонидович
Валентин Леонидович Картавенко (1 июля 1958, Новочеркасск — 2 ноября 2021, Новочеркасск) — российский фотограф, дизайнер. Член Союза фотохудожников России с 2009 года.

## Биография
Родился 1 июля 1958 года в Новочеркасске.
В 1984 году закончил химфак Новочеркасского политехнического института.
Впервые фотоаппарат Валентин Картавенко взял в руки в 1996 году.
В 2004 году снимок Валентина Картавенко «Другие» заняля первое место в конкурсе российского журнала «Foto&Video». В 2010 году снимок Валентина Картавенко попал в финал I фотобиеннале современной фотографии, проводимой в Санкт-Петербурге Государственным Русским музеем. В 2017 году фотография Валентина Картавенко «Сансара» получила почетный диплом Tokyo International Foto Awards.
Альбом фотографий Валентина Картавенко о Новочеркасске «Город. Люди. Время» выдержал три издания, последнее было выпущено в свет в 2019 году.
Умер 2 ноября 2021 года в Новочеркасске.

## Персональные выставки
- 2019 — «Победоносцы». Новочеркасск.
- 2018 — «Храм святого Георгия. Приход и прихожане». Новочеркасск.
- 2017 — «Двуализм» (совм. с М. Малышевым). Арт-пространство «Циферблат», Ростов-на-Дону.[6]
- 2014 — «В’альянс». Музей современного изобразительного искусства на Дмитровской, Ростов-на-Дону.[7][8]
- 2013 — «Город, люди, время». Новочеркасск.
- 2012 — «СНОВАЧЕРКАССК». Выставочный зал Центральной библиотеки им. Пушкина, Новочеркасск.[9][10]
- 2004 — «Фотографика 2». Ростов-на-Дону.
- 2003 — «Фотографика». Ростов-на-Дону.

## Избранные групповые выставки
- 2017 — Южно-российская биеннале современного искусства. Ростов-на-Дону.[11][12]
- 2016 — «Свои», Ростов-на-Дону.
- 2012 — «II фотобиеннале современной фотографии». Государственный Русский музей, Санкт-Петербург.[13]
- 2011 — «Trierenberg Super Circuit 2011 & After Perestrioka», Австрия.
- 2010 — «I фотобиеннале современной фотографии». Государственный Русский музей, Санкт-Петербург.[2][14]
- 2009 — «Remake». М-галерея, Ростов-на-Дону.
- 2007 — «Точки/Dots». Музей современного изобразительного искусства на Дмитровской, Ростов-на-Дону.[15]

## Профессиональные награды, конкурсы
- 2017 — Почетный диплом Tokyo International Foto Awards, Токио.[3]
- 2006 — Почетный диплом фотоконкурса «Нью-Йоркского института фотографии», Нью-Йорк.
- 2004 — Победитель конкурса журнала «Foto&Video», Москва.[1]
- 1991 — Победитель конкурса журнала «Реклама», Москва.